# Hugo Grenzbach
Pour les articles homonymes, voir Grenzbach.

Hugo Grenzbach est un ingénieur du son américain né le 11 décembre 1900 et mort en mai 1980 à Honolulu (Hawaï).

## Filmographie (sélection)
- 1936 : Go West, Young Man d'Henry Hathaway
- 1942 : La Clé de verre (The Glass Key) de Stuart Heisler
- 1945 : En route vers l'Alaska (Road to Utopia) d'Hal Walker
- 1946 : La Mélodie du bonheur (Blue Skies) de Stuart Heisler
- 1948 : La Scandaleuse de Berlin (A Foreign Affair) de Billy Wilder
- 1950 : Midi, gare centrale (Union Station) de Rudolph Maté
- 1950 : Maman est à la page (Let's Dance) de Norman Z. McLeod
- 1954 : Les Ponts de Toko-Ri (The Bridges at Toko-Ri) de Mark Robson
- 1955 : Artistes et Modèles (Artists and Models) de Frank Tashlin
- 1955 : La Maison des otages (The Desperate Hours) de William Wyler
- 1955 : La Cuisine des anges (We're no Angels) de Michael Curtiz
- 1956 : Les Dix Commandements (The Ten Commandments) de Cecil B. DeMille
- 1957 : Amour frénétique (Loving You) d'Hal Kanter
- 1958 : L'Orchidée noire (The Black Orchid) de Martin Ritt
- 1958 : La péniche du bonheur (Houseboat) de Melville Shavelson
- 1960 : Les Pièges de Broadway (The Rat Race) de Robert Mulligan
- 1961 : Milliardaire pour un jour (Pocketful of Miracles) de Frank Capra
- 1961 : Le Zinzin d'Hollywood (The Errand Boy) de Jerry Lewis
- 1961 : Diamants sur canapé (Breakfast at Tiffany's) de Blake Edwards
- 1961 : La Vengeance aux deux visages (One-Eyed Jacks) de Marlon Brando
- 1963 : L'Idole d'Acapulco (Fun in Acapulco) de Richard Thorpe
- 1963 : La Taverne de l'Irlandais (Donovan's Reef) de John Ford
- 1963 : Docteur Jerry et Mister Love (The Nutty Professor) de Jerry Lewis
- 1964 : Jerry chez les cinoques (The Disorderly Orderly) de Frank Tashlin
- 1964 : Jerry souffre-douleur (The Patsy) de Jerry Lewis
- 1965 : Les Tontons farceurs (The Family Jewels) de Jerry Lewis